# Житничий
Житничий (дослівно Житничер; рум. Jitnicer) — історичний ранг або посада, один з бояр в Молдовському та Волоському князівствах. Був одним з придворних чиновників палацу Господаря. Походить від слов'янського слова «жито»; відповідального за житницю.

## Історія
З часів Київської Руси та Руського королівства ключниками називали осіб відповідних за комори та господарство князя чи короля. До 14 століття землі Молдови входили до складу Королівства Русі. Урядники та інші посадовці мали такі самі титули, як у Київській Русі (Великому князівстві Київському) та Руському Королівстві. Після занепаду Руського королівства, в Молдовському князівстві збереглись назви посад - д(ворник), слугар, стольник, армаш, постельник, чашник та інші. Назва має слов'янське походження.
Житничий відповідав при дворах Великих князів Київських, монархів Королівства Русі, Молдовського та Волоського господарів за збір та поставки жита, інших зернових, та мав справу зі складами збіжжя.
Перша збережена письмова згадка в документах Молдовського князівства про посаду житничого є тексті 1558 року з посиланням на «хрест, подарований пану Неамцу де Карсті (Neamț de Cârstea), житничому Сучави та його дружині Марії».
У 16 столітті житничий був серед придворних Господаря, а не серед його намісників. У 17-му столітті житничий стає одним з головних бояр - 7-м в рангу від першого боярина в оточенні Господаря, після великого слугаря і перед великим пітарем. У 18 столітті, ранг Великого Житника відповідав боярину 2-го рангу, будучи 17-м в табелі про ранги. Його обов'язки, в основному, зводились до збору, зберігання та видачі жита та іншого збіжжя за потреби. У 19 столітті Великий Житничий залишався номінальним аристократичним титулом при дворі, без особливих обов'язків. 